# Jüdische Gemeinde Senones

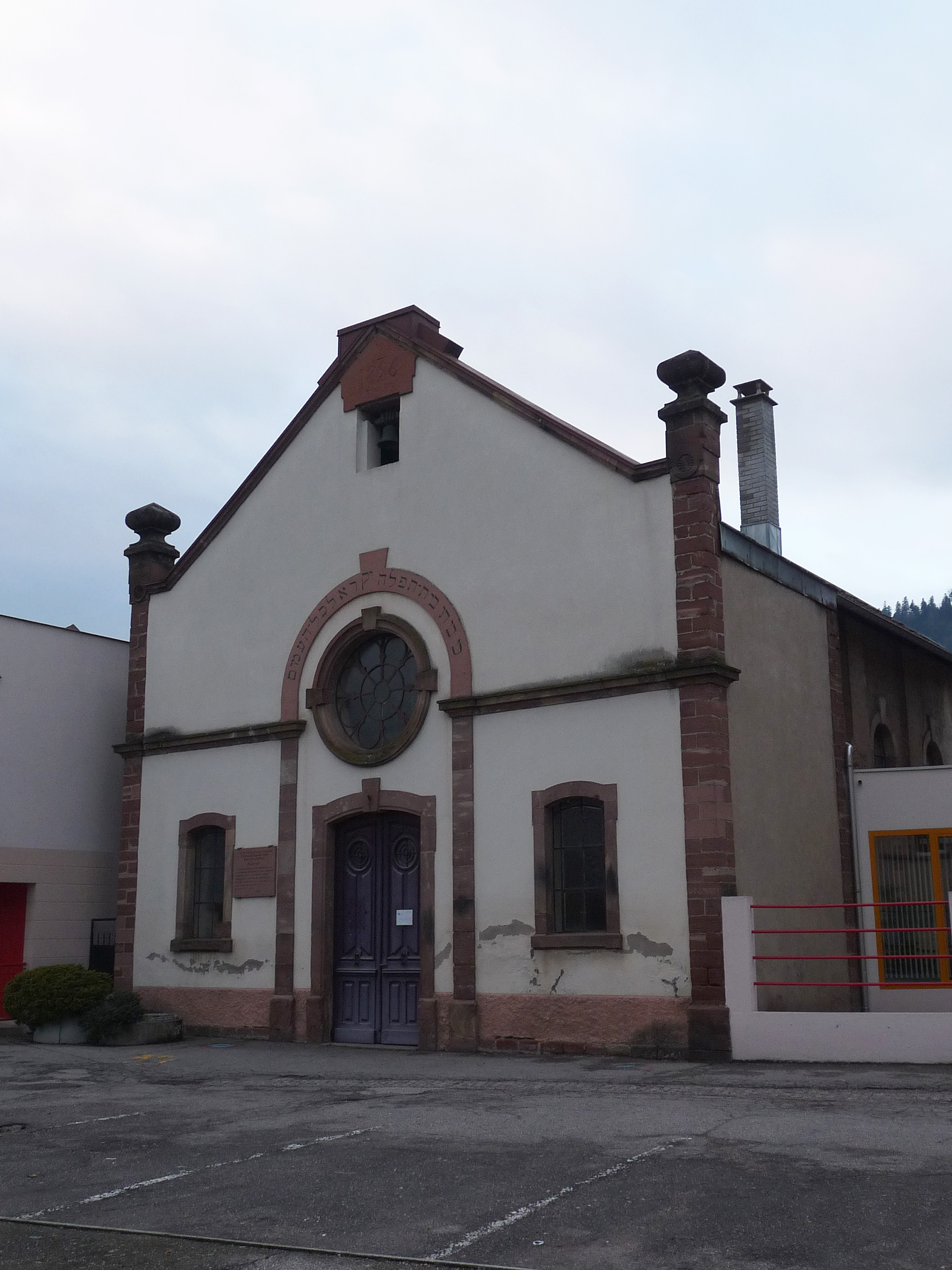
Ehemalige Synagoge in Senones

Eine Jüdische Gemeinde in Senones, einer französischen Stadt im Département Vosges in Lothringen, bestand vermutlich seit dem 19. Jahrhundert. Sie wurde durch den Holocaust ausgelöscht.
Die jüdische Gemeinde Senones, die wohl im 19. Jahrhundert entstand, bestand 1859 aus 62 Personen (2,6 % der Einwohner) und 1885 aus 104 Personen. Sie erlitt wie so viele andere jüdische Gemeinden das gleiche Schicksal. In den Jahren 1943 und 1944 wurden die jüdischen Einwohner von den deutschen Besatzern deportiert und ermordet.

## Friedhof
Der Anfang 1920 errichtete jüdische Friedhof in Senones befindet sich direkt neben dem kommunalen Friedhof. Ungefähr 30 Grabsteine (Mazevot) sind noch erhalten und zeugen von der jüdischen Geschichte des Ortes. 